# Oto Nemsadze

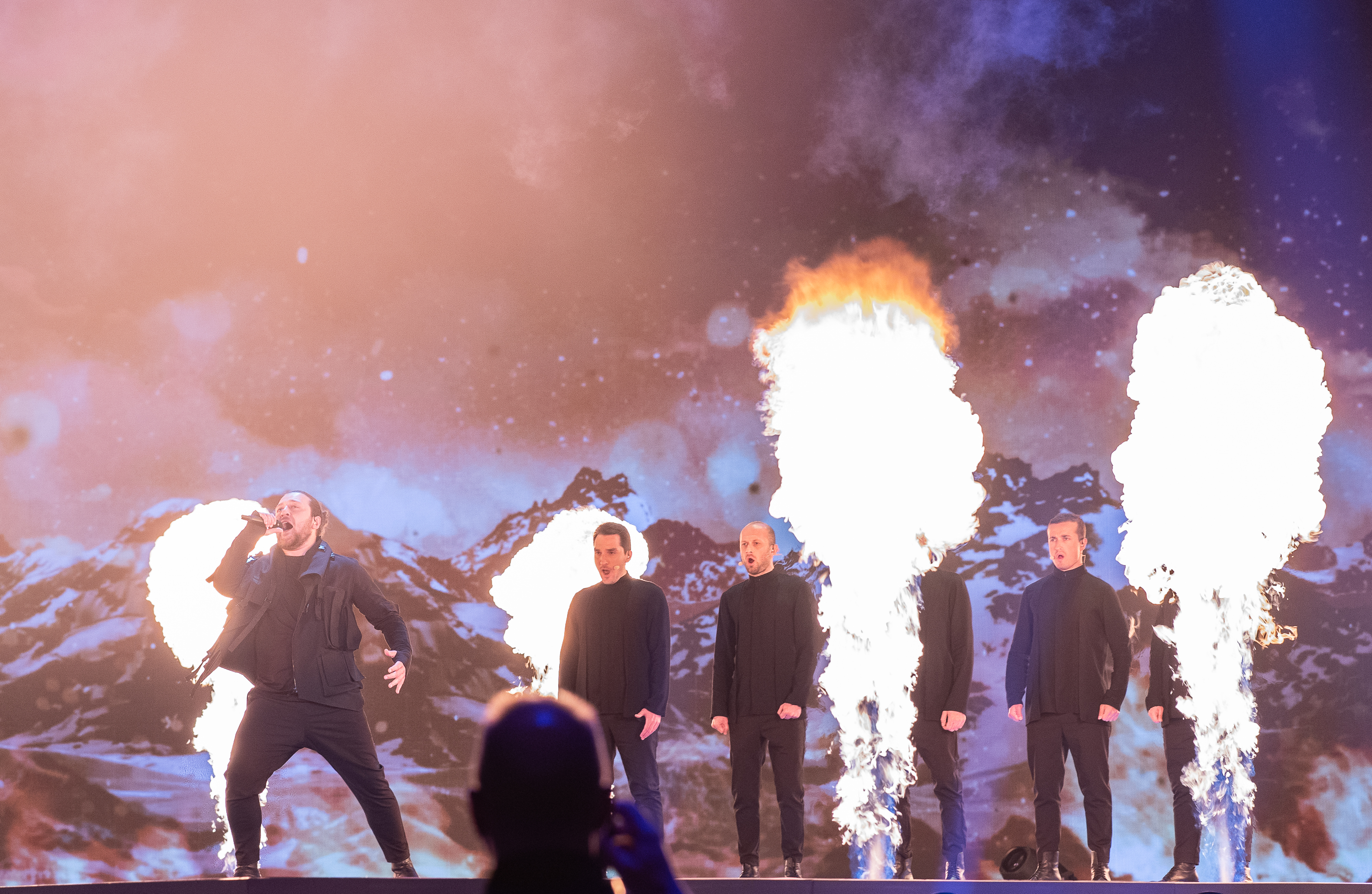
Oto Nemsadze beim ESC 2019

Oto Nemsadze (georgisch ოთო ნემსაძე; * 19. Juni 1989 in Gori) ist ein georgischer Sänger.

## Leben
2010 war er der Gewinner von Geostari (georgisch ჯეოსტარი). Bei der Sendung Holos Krainy (ukrainisch Голос країни) belegte Nemsadze im Jahre 2013 den zweiten Platz. Mit der Band Limbo nahm er am nationalen Vorentscheid zum Eurovision Song Contest 2017 teil.
Nemsadze gewann dann am 3. März 2019 den Vorentscheid (georgisch საქართველოს ვარსკვლავი) mit dem Lied Sul tsin iare (georgisch სულ წინ იარე) und vertrat somit Georgien beim 64. Eurovision Song Contest in Tel Aviv. Hier konnte er sich jedoch nicht für das Finale des Wettbewerbs qualifizieren.

## Diskografie

### Alben
- 2013: A Sea of Thoughts[2]

### Singles
- 2019: Sul tsin iare